# Strong Vincent
Strong Vincent (17. juni 1837 – 7. juli 1863) var en advokat, som blev berømt som amerikansk officer under kampene ved Little Round Top i den amerikanske borgerkrig under slaget ved Gettysburg, hvor han blev dødeligt såret.

## Tidlige år
Vincent blev født i Waterford, Pennsylvania som søn af jernstøberen B. B. Vincent og Sarah Ann Strong Vincent. Han gik på Trinity College og Harvard University og fik sin eksamen i 1859. Han havde advokatpraksis i Erie, Pennsylvania.

## Borgerkrig
Ved borgerkrigens start sluttede Vincent sig til militsen i Pennsylvania som adjudant og premierløjtnant i Erie regimentet. Den 14. september 1861 blev han udnævnt til oberstløjtnant for 83. Pennsylvania infanteriregiment og blev forfremmet til oberst det følgende år i juni. Efter at regimentschefen var blevet dræbt i Syvdagesslaget (i slaget ved Gaines' Mill), overtog Vincent ledelsen af regimentet. Han fik malaria på Virginia halvøen og var på sygeorlov indtil slaget ved Fredericksburg i december 1862. Den 20. maj 1863 overtog han ledelsen af 3. brigade i 1. division af 5. Korps i Army of the Potomac, hvor han efterfulgte brigadechefen, som var blevet dræbt i Slaget ved Chancellorsville.
I slaget ved Gettysburg ankom den 26-årige Vincent og hans brigade den 2. juli 1863. Han havde indledt Gettysburg kampagnen i bevidstheden om, at hans unge kone, Elizabeth H. Carter, som han havde giftet sig med samme dag, som han lod sig indrullere i hæren, var gravid med deres første barn. Han havde skrevet til hende: "Hvis jeg falder, så husk at du har givet din ægtemand den mest retfærdige årsag, der nogensinde har gjort en kvinde til enke."
På grund af en manøvre i strid med sine ordrer havde generalmajor Daniel E. Sickles fra 3. Korps efterladt en betydningsfuld bakke, Little Round Top, uforsvaret. Den ledende ingeniørsoldat i Army of the Potomac, brigadegeneral Gouverneur K. Warren, erkendte den taktiske vigtighed af bakken og søgte hastigt efter unionstropper, der kunne besætte den, inden de konfødererede gjorde det. En stabsofficer afsendt af Warren stødte på Vincents brigade i nærheden. Vincent besluttede uden konsultation med sin overordnede, at hans brigade var i en ideel position til at kunne forsvare Little Round Top. Menig Oliver Willcox Norton, Vincents brigadefanebærer og trompeter, skrev senere, at han og Vincent foretog en rekognoscering mod de konfødererede styrker, mens brigaden rykkede i stilling. "Mens vores linje blev formeret på bakken ved Gettysburg, var jeg sammen med ham fuldt synlige fra rebellernes linje. De åbnede straks ild fra batterier mod os og beskød fanen. Oberst Vincent kikkede rundt for at se, hvad der tiltrak beskydningen og råbte til mig: "Ned med flaget, Norton! for pokker, ind bag klipperne med det.".
Et af Vincents regimenter, det 20. Maine regiment, under ledelse af oberst Joshua Lawrence Chamberlain, har fået det meste af berømmelsen for forsvaret af Little Round Top, men der er ikke meget tvivl om, at Vincents indsats og mod hjalp til ved den efterfølgende sejr til Unionen. Vincent gjorde klart for Chamberlain, hvor vigtig hans stilling på brigadens venstre flanke var og forlod ham derefter for at tage sig af brigadens højre flanke. Dér begyndte det 16. Michigan regiment at give efter for fjendens pres. Han kravlede op på en stor sten og svang en ridepisk, som han havde fået af sin kone, og råbte til sine mænd "Vig ikke en tomme!". En kugle ramte ham i låret og skridtet, og han faldt. På grund af en modig indsats fra 20. Maine og 140. New York holdt unionens linje stand mod det konfødererede stormløb. Vincent blev båret fra bakken til en nærliggende gård, hvor han lå for døden de næste fem dage, ude af stand til at kunne flyttes til sit hjem på grund af alvoren af hans kvæstelser.
Lederen af Army of the Potomac, generalmajor George G. Meade, anbefalede Vincent til forfremmelse til brigadegeneral om aftenen den 2. juli. Forfremmelsen blev dateret 3. juli, men det er tvivlsomt, om Vincent var klar over denne ære, inden han døde. Vincents kone fødte en lille pige to måneder senere, men datteren døde, inden hun fyldte 1 år, og blev begravet ved siden af sin far.
Hans korpschef, generalmajor George Sykes, beskrev Vincents handlinger i sin officielle rapport om slaget:
| Citat                                          | Natten bragte en ende på slaget. Nøglen til slagmarken var stadig i vor besiddelse. Vincent, Weed og Hazlett, ledere, som der sørges over i korpset og hæren, beseglede med deres liv den plet, der var overladt i deres varetægt, og hvorpå så meget afhang ... General Weed og oberst Vincent, særdeles lovende officerer, gav deres liv for deres land. | Citat |
| George Sykes, rapport om slaget ved Gettysburg | |       |

## I erindringen
Strong Vincent ligger begravet på kirkegården i Erie. Han er hædret med en statue på monumentet for 83. Pennsylvania på Little Round Top, med en statue der blev afsløret i 1997 ved Blasco Memorial Library, Erie og ved Strong Vincent High School i Erie. Den del af Little Round Top, der ligger sydvest for Sykes Avenue på slagmarken ved Gettysburg, kaldes "Vincent's Spur".
Han blev spillet af Maxwell Caulfield i filmen Gettysburg.

## Yderligere læsning
- Norton, Oliver W., The Attack and Defense of Little Round Top: Gettysburg, July 2, 1863, Stan Clark Military Books, reprinted 1992, ISBN 1-879664-08-9.